# ЦСКА (регбийный клуб)
Регби́йный клуб ЦСКА — команда по регби из Москвы, основанная в текущем виде в 2014 году.
У команды есть мужской фарм-клуб «Армейцы» (выступает в III дивизионе Чемпионата Москвы-15) и женский регбийный клуб ЦСКА.

## История
Впервые под брендом ЦСКА регбийный клуб «ЦСКА-Космос» выступал в 1998 году, однако снялся с турнира после 5 туров по финансовым причинам. (1 победа и 4 поражения).
Основана 12 июля 2014 года группой болельщиков армейского клуба — в этот день 11 парней провели первую тренировку на стадионе на третьей Песчаной улице, прямо за углом от стадиона ПФК ЦСКА. Образовав любительскую команду, они решили дать ей название своего любимого клуба — ЦСКА, для этого обратились в ФАУ МО РФ ЦСКА за разрешением на использование бренда, названия и торговой марки «ЦСКА». После создания клуб выступал в чемпионате Москвы до 2019 года включительно. В мае 2015 года команда дебютировала во втором дивизионе чемпионата города Москвы (тогда — это самый низший дивизион в системе)
Через два года, в 2017 году, в команде произошёл раскол, сформировались два независимых коллектива под названием ЦСКА, которые были оба допущены к участию в низших лигах чемпионата Москвы, под названиями ЦСКА-2016 и ЦСКА-2014 Но в следующем сезоне ЦСКА-2016 был переименован в РК «Warriors rugby» и в споре за название ЦСКА была поставлена точка.
10 марта 2018 года вышел выпуск программы «Сто к одному» на телеканале Россия-1 с участием пяти игроков ЦСКА.
В начале января 2019 года было принято решение, что клуб выступит в Высшей лиге по регби-15 в Дивизионе «Юг». 8 октября 2019 года ЦСКА в матче за первое место одержал победу над красноярским «Енисеем-СТМ-2» со счётом 12:10. Столичный клуб заработал очки благодаря четырём реализованным Вячеславом Берниковым штрафным.
С 2020 года команда выступает в Премьер-лиге (высший дивизион регбийной пирамиды). Клуб заявил о стремлении завоевать чемпионский титул за четырехлетний период. Первым громким подписанием стал капитан сборной России Василий Артемьев.Не принял участие в чемпионате России по регби-15 в сезоне 2022/23 из-за финансовых проблем.
Заявили, что в сезоне-2023/24 клуб примет снова в Высшей лиге. В новый сезон ЦСКА вперед поведут те же, кто это делал с командой и в прошлом сезоне в Чемпионате России молодежных команд! Тренерский триумвират - Иустин Петрушка – главный тренер,Андрей Гарбузов – тренер форвардов,Дмитрий Перов – тренер трех-четвертных. Первым усилением в межсезонье стал - Георгий Колосов,бывший игрок РК Динамо,РК Фили.

## Выступления
- 2015 — 4 место из 10 во II дивизионе Чемпионата Москвы по регби-15
- 2016 — 4 место из 8 во II дивизионе Чемпионата Москвы по регби-15
- 2017 — 1 место из 8 во II дивизионе Чемпионата Москвы по регби-15
- 2018 — 2 место из 8 в I дивизионе Чемпионата Москвы по регби-15
- 2019 — 1 место из 16 в Высшей лиге по регби-15; 1/8 финала Кубка России; 3 место из 8 в I дивизионе Чемпионата Москвы по регби-15
- 2020/21 — 8 место из 10 в Чемпионате России по регби-15; 1/8 финала Кубка России
- 2021/22 — 7 место из 10 в Чемпионате России по регби-15; 1/4 финала Кубка России
- 2022/23 — 1 место из 12 в Чемпионата Москвы по регби-15 на снегу

## Текущий состав
(информация актуальна на 22.07.2020)

## Достижения
- Высшая лига регби : 2019
- Чемпионат Москвы : 2018

## Женский клуб
Женская команда ЦСКА выступала в 2019 году в Федеральной лиге регби-7, где стала обладателем серебряных наград. Она является чемпионом Москвы по регби-7, чемпионом Москвы по пляжному регби и обладателем бронзовых наград чемпионата России по пляжному регби. 
29 июня 2023 года женскую команду ЦСКА чествовали в Национальном центре управления обороной Российской Федерации: игроки и руководство команды были награждены ведомственными медалями «100 лет Центральному спортивному клуба Армии».
Тренерский штаб
- Главный тренер: Александр Алексеенко (р. 20 июля 1973)
- Ассистент главного тренера: Валерий Попов (р. 5 января 1957)
- Тренер: Дмитрий Пичугин (р. 28 января 1982)
- Тренер по ОФП: Виталий Саленко (р. 10 января 1972)
- Массажист: Александр Лебенков (р. 10 января 1981)
- Врач: Максим Панкратов (р. 27 мая 1979)

### Состав
Состав на чемпионат России 2021 года

### Достижения
- Победитель чемпионата России по регби-7: 2020/21, 2021/22, 2022/23, 2023/24
- Обладатель Кубка России по регби-7: 2020, 2021, 2022, 2024